# Franky Fellner
Franky Fellner es un deportista austríaco que compitió en vela en la clase Soling. Ganó dos medallas en el Campeonato Europeo de Soling, oro en 2001 y plata en 1996.

## Palmarés internacional
| \| Campeonato Europeo \| Campeonato Europeo \| Campeonato Europeo \| Campeonato Europeo \| \| Año \| Lugar \| Medalla \| Clase \| \| ------------------ \| ------------------ \| ------------------ \| ------------------ \| \| 1996 \| Balatón (Hungría) \| Medalla de plata \| Soling \| \| 2001 \| Attersee (Austria) \| Medalla de oro \| Soling \| |                    |                  |        |
| Campeonato Europeo |                    |                  |        |
| Año | Lugar              | Medalla          | Clase  |
| 1996 | Balatón (Hungría)  | Medalla de plata | Soling |
| 2001 | Attersee (Austria) | Medalla de oro   | Soling |